# Ahmet Berman
Ahmet Berman (ur. 1932 w Karagümrüku, zm. 1980) – piłkarz turecki grający na pozycji napastnika. W swojej karierze rozegrał 29 meczów w reprezentacji Turcji.

## Kariera klubowa
Karierę piłkarską Berman rozpoczął w klubie Fatih Karagümrük SK. Grał w nim do 1955 roku i wtedy też został zawodnikiem Beşiktaşu JK. Do 1959 roku występował w nim w rozgrywkach Istanbul Lig, a także w mistrzostwach Turcji. W 1957 i 1958 roku wygrał te mistrzostwa.
W 1959 roku Berman przeszedł do Galatasaray SK i grał w nim w nowo powstałej tureckiej lidze. W latach 1962 i 1963 został z Galatasaray mistrzem Turcji. Z klubem tym zdobył również Puchar Turcji w latach 1963, 1964 i 1965. W 1965 roku odszedł na rok do Vefa SK. W 1966 roku zakończył karierę.

## Kariera reprezentacyjna
W reprezentacji Turcji Berman zadebiutował 18 grudnia 1955 roku w wygranym 3:1 towarzyskim meczu z Portugalią. Wcześniej, w 1954 roku, został powołany do kadry na mistrzostwa świata w Szwajcarii, na których był rezerwowym zawodnikiem. Od 1955 do 1962 roku rozegrał w kadrze narodowej 29 meczów.
| Mecze i gole w reprezentacji | Mecze i gole w reprezentacji | Mecze i gole w reprezentacji | Mecze i gole w reprezentacji | Mecze i gole w reprezentacji | Mecze i gole w reprezentacji | Mecze i gole w reprezentacji |
| #                            | Data                         | Stadion                      | Rywal                        | Wynik                        | Gol                          | Rozgrywki                    |
| 1955                         | 1955                         | 1955                         | 1955                         | 1955                         | 1955                         | 1955                         |
| ---------------------------- | ---------------------------- | ---------------------------- | ---------------------------- | ---------------------------- | ---------------------------- | ---------------------------- |
| 1.                           | 18.12.1955                   | Stambuł, Turcja              | Portugalia                   | 3:1                          | 0                            | towarzyski                   |
| 2.                           | 25.12.1955                   | Paryż, Francja               | Francja                      | 1:3                          | 0                            | Mediterranean Cup 1953/1957  |
| 1956                         |                              |                              |                              |                              |                              |                              |
| 3.                           | 19.02.1956                   | Stambuł, Turcja              | Węgry                        | 3:1                          | 0                            | towarzyski                   |
| 4.                           | 25.03.1956                   | Lizbona, Portugalia          | Portugalia                   | 1:3                          | 0                            | towarzyski                   |
| 5.                           | 01.05.1956                   | Stambuł, Turcja              | Brazylia                     | 0:1                          | 0                            | towarzyski                   |
| 1957                         |                              |                              |                              |                              |                              |                              |
| 6.                           | 05.04.1957                   | Kair, Egipt                  | Egipt                        | 4:0                          | 0                            | Mediterranean Cup 1953/1957  |
| 7.                           | 19.05.1957                   | Warszawa, Polska             | Polska                       | 1:0                          | 0                            | towarzyski                   |
| 8.                           | 06.11.1957                   | Madryt, Hiszpania            | Hiszpania                    | 0:3                          | 0                            | towarzyski                   |
| 9.                           | 08.12.1957                   | Ankara, Turcja               | Belgia                       | 1:1                          | 0                            | towarzyski                   |
| 1958                         |                              |                              |                              |                              |                              |                              |
| 10.                          | 04.05.1958                   | Amsterdam, Holandia          | Holandia                     | 2:1                          | 0                            | towarzyski                   |
| 11.                          | 26.10.1958                   | Bruksela, Belgia             | Belgia                       | 1:1                          | 0                            | towarzyski                   |
| 12.                          | 02.11.1958                   | Bukareszt, Rumunia           | Rumunia                      | 0:3                          | 0                            | el. ME 1958                  |
| 13.                          | 07.12.1958                   | Ankara, Turcja               | Bułgaria                     | 0:0                          | 0                            | towarzyski                   |
| 14.                          | 18.12.1958                   | Stambuł, Turcja              | Czechosłowacja               | 1:0                          | 0                            | towarzyski                   |
| 1959                         |                              |                              |                              |                              |                              |                              |
| 15.                          | 26.04.1959                   | Stambuł, Turcja              | Rumunia                      | 2:0                          | 0                            | el. ME 1958                  |
| 16.                          | 10.05.1959                   | Stambuł, Turcja              | Holandia                     | 0:0                          | 0                            | towarzyski                   |
| 1960                         |                              |                              |                              |                              |                              |                              |
| 17.                          | 27.11.1960                   | Sofia, Bułgaria              | Bułgaria                     | 1:2                          | 0                            | towarzyski                   |
| 1961                         |                              |                              |                              |                              |                              |                              |
| 18.                          | 14.05.1961                   | Ankara, Turcja               | Rumunia                      | 0:1                          | 0                            | towarzyski                   |
| 19.                          | 01.06.1961                   | Oslo, Norwegia               | Norwegia                     | 1:0                          | 0                            | el. MŚ 1961                  |
| 20.                          | 18.06.1961                   | Moskwa, ZSRR                 | ZSRR                         | 0:1                          | 0                            | el. MŚ 1961                  |
| 21.                          | 08.10.1961                   | Bukareszt, Rumunia           | Rumunia                      | 0:4                          | 0                            | towarzyski                   |
| 22.                          | 18.10.1961                   | Ankara, Turcja               | Korea Południowa             | 1:0                          | 0                            | towarzyski                   |
| 23.                          | 29.10.1961                   | Stambuł, Turcja              | Norwegia                     | 2:1                          | 0                            | el. MŚ 1961                  |
| 24.                          | 12.11.1961                   | Stambuł, Turcja              | ZSRR                         | 1:2                          | 0                            | el. MŚ 1961                  |
| 1962                         |                              |                              |                              |                              |                              |                              |
| 25.                          | 29.04.1962                   | Budapeszt, Węgry             | Węgry                        | 1:2                          | 0                            | towarzyski                   |
| 26.                          | 16.05.1962                   | Stambuł, Turcja              | Izrael                       | 1:0                          | 0                            | towarzyski                   |
| 27.                          | 10.10.1962                   | Ankara, Turcja               | Etiopia                      | 3:0                          | 0                            | towarzyski                   |
| 28.                          | 25.11.1962                   | Ramat Gan, Izrael            | Izrael                       | 2:0                          | 0                            | towarzyski                   |
| 29.                          | 02.12.1962                   | Bolonia, Włochy              | Włochy                       | 0:6                          | 0                            | el. ME 1964                  |